# Lista de membros da Royal Society eleitos em 1945
Membros da Royal Society eleitos em 1945. Inclui as primeiras duas mulheres eleitas membro da Royal Society, Kathleen Lonsdale e Marjory Stephenson.

## Fellows
- John Anderson, 1st Viscount Waverley
- Leonard Colebrook
- Sir William Scott Farren
- Norman Feather
- Sir John Henry Gaddum
- Sir Harry Godwin
- John Masson Gulland
- Hildebrand Wolfe Harvey
- Vincent Charles Illing
- Albert Edward Ingham
- Herbert Davenport Kay
- Wilfrid Bennett Lewis
- Kathleen Lonsdale
- Prasanta Chandra Mahalanobis
- Sir Rudolf Ernst Peierls
- John Monteath Robertson
- Frederick Maurice Rowe
- Sir William Wright Smith
- Marjory Stephenson
- Sir Barnes Neville Wallis
- John Zachary Young